# Tortos de maíz
Los tortos de maíz es un plato característico de la cocina asturiana y cántabra, y en general del norte de España, en las regiones en que por su orografía y climatología no se disponía de trigo pero sí de maíz, ya que es una planta bien adaptada, cultivada y consumida desde que se trajo de América a través de los puertos del norte y de las vías comerciales de la meseta. En muchos pueblos, tradicionalmente agrícolas y ganaderos del norte no se disponía de pan de trigo, y se elaboraba el pan de maíz, conocido como Borona, que tenía la ventaja de durar varios días y se podía consumir durante las labores del campo, constituyendo una fuente de calorías muy importante para ese tipo de tareas, junto con el cocido montañés, el lebaniego (en Cantabria) o la fabada (en Asturias). Se llevaba la olla en la espuerta o cuévano (cestos de láminas de haya, mimbre o juncos de diferentes tamaños y usos).  Este pan se elabora con harina de maíz cruda, (a diferencia del gofio canario, que es tostada), agua y sal. En Cantabria tradicionalmente se tamiza con el cedazo, se amasa y se extiende sobre la chapa de la lumbre (cocina de leña habitual en la casona cántabra y en muchas casa tradicionales, que se sigue utilizando hoy en día) sobre un lecho de hojas de castaño o de berza. Una vez se va tostando y solidificando, se cubre la otra cara con las hojas y se le da la vuelta hasta que está completamente cocida. Los tortos, por su parte, llevan los mismos ingredientes pero se elaboran con porciones más pequeñas que se amasan y dan forma con las manos, y se fríen en abundante aceite. Son ideales para acompañar desde unos sencillos huevos fritos como para rellenarlos con carne picada, jijas o langostinos, aceptando recetas más sofisticadas. En cada casa de Cantabria a se realizan de forma diferente. Incluso se desayunan acompañados de un tazón de leche si se les añade azúcar. Los tortos de maíz quitaron mucha hambre en la épocas mas oscuras, especialmente durante la Guerra Civil y la dictadura franquista. Los ¨maquis¨ y demás personas represaliadas y perseguidas por el franquismo, que tuvieron que sobrevivir ocultos en el monte, recibían borona y harina de maíz entre los productos que les regalaba la gente de los pueblos. Era habitual considerar que una casa de pueblo, por humilde que fuese, era un hogar siempre que hubiese ¨Lumbre, tortu y lechi¨, especialmente en los pueblos, donde al menos se podía cultivar y criar ganado para uso propio y sobrevivir, a diferencia de lo ocurrido en muchas ciudades.   
Los tortos se elaboran con harina de maíz. Se presentan fritos en aceite de oliva o de girasol, y también solían hacerse a la plancha sobre la chapa de las antiguas cocinas de carbón. Antaño, se utilizaba otro tipo de grasa, sobre todo de cerdo. Un torto sólo necesita harina de maíz, sal y agua.
Para la elaborarlos tortos, se hacen pequeñas bolas del tamaño de una nuez, y con un paño húmedo o bien con las manos previamente hidratadas en aceite para que la masa no se nos pegue, se aplasta la bolita hasta conseguir una masa plana. Cuanto más fina sea la masa, mejor será el resultado final aunque también mayor será la dificultad para freirlos.
A los tortos se les suele acompañar con huevos fritos y picadillo, pero también tolera cualquier otro acompañante como quesos (especialmente el queso cabrales), morcilla, jamón, verduras,...